# Jacob van Heemskerck

Jacob van Heemskerck

Jacob van Heemskerck (gedoopt, Amsterdam, 13 maart 1567 - bij Gibraltar, 25 april 1607) was een Nederlands zeevaarder en viceadmiraal bij de Admiraliteit van Amsterdam.

## Biografie
Jacob van Heemskerck was de zoon van Hendrick Cornelis van Beest van Heemskerck, een zeilmaker te Amsterdam. Hij was afkomstig uit Delft. Als wees leerde hij de beginselen van de zeevaartkunde bij Canu in Amsterdam. Daarna werkte hij voor een koopman. In 1595 nam hij als commies deel aan de Tweede Noordreis onder leiding van Cornelis Nay, samen met Jan Huyghen van Linschoten. Hij was ook aanwezig op de derde en laatste noordreis onder leiding van Willem Barentsz (1596-1597) die eindigde in de beroemde Overwintering op Nova Zembla. 

## In dienst van de voorcompagnie
Op 1 mei 1598 vertrok hij voor de eerste keer naar Indië via de Kaap de Goede Hoop, aanvankelijk als commies. Jacob Cornelisz. van Neck en Wybrand van Warwijck waren bevelhebbers. De acht schepen raakten elkaar onderweg kwijt en Van Neck kwam als eerste op Bantam aan. Van Neck stuurde Van Heemskerck en Van Warwijck door naar de Molukken en begon zelf aan de terugreis. Van Warwijck en Van Heemskerck deden eerst de havenstad Gresik aan en kochten levensmiddelen in. Ze openden factorijen op respectievelijk Ambon en Banda. Op 19 mei 1600 waren de schepen terug in Amsterdam. Van Heemskerck had twintig man achtergelaten op Banda Neira en Lontor.
Van Heemskerck voer op 23 april 1601 opnieuw uit naar Indië, nu als admiraal van een vloot van acht schepen. De schepen vertrokken vanuit Texel naar Bantam. Een van de schippers was Adriaen Maertensz. Block op de Swarte Leeuw, waarop ook de viceadmiraal Jan Grenier voer. Van Heemskerck behaalde bij deze voorlaatste reis van een van de voorcompagnieën de meeste winst door op 25 februari 1603 met drie schepen een Portugees schip buit te maken in de Straat van Malakka, de met zijde en porselein beladen kraak Santa Catharina. Van Heemskerck behandelde de opvarenden goed. In Patani op de Thaise kust ontmoette hij Jacob Cornelisz. van Neck die een onsuccesvolle reis naar Macau had gemaakt en bemanning die ter verkenning waren uitgestuurd was kwijtgeraakt. Van Heemskerck was via de Portugezen op de hoogte wat er precies was gebeurd. Toen hij in juli 1604 terugkeerde kreeg hij een prijsgeld van 31.000 guldens en 500 gulden voor het laten maken van een gouden erebeker; de lading bleek overigens miljoenen guldens waard. Isaac le Maire raakte in opspraak door geknoei bij de verkoop van de lading op 9 september. Hugo de Groot schreef een soort rechtvaardiging met zijn De Iure Praedae en beschreef Jacob als in gelaet en kleedingh t'eenemael borgherlijck. In 1605 huwde hij, maar zijn vrouw en eerste kind stierven nog datzelfde jaar.

## In dienst van de admiraliteit
In januari 1607 werd hem door landsadvocaat Johan van Oldenbarnevelt aangeboden bevelhebber te worden van een oorlogsvloot die een preventieve aanval moest uitvoeren tegen de Spaanse vlootopbouw, om zo meer druk te zetten op de vredesonderhandelingen die vastgelopen waren. Van Heemskerck had een merkwaardige eis, namelijk dat hij totaal géén bezoldiging wilde. Omdat Van Heemskerck met zijn verleden de gewilde bevelvoerder voor de Staten-Generaal der Nederlanden was, drong men er bij hem op aan tien procent van het prijsgeld te accepteren, van alles dat meer waard was dan vijf ton goud (ongeveer een half miljoen toenmalige guldens) aan veroverde goederen. Op 5 februari kwam men tot de uiteindelijke overeenkomst. Op 18 januari was hij al benoemd tot tijdelijk viceadmiraal van Holland en West-Friesland, zonder bij enige admiraliteit in dienst te gaan: de benoeming gold puur voor dit ene commando. Na gedegen voorbereiding door Van Heemskerck verzamelden de eskaders zich bij Wight om op 29 maart met 24 oorlogsschepen te vertrekken. Op 25 april overviel hij op zijn vlaggenschip Aeolus samen met de Nederlandse vloot, de Spaanse vloot tijdens de Slag bij Gibraltar. De armada werd vernietigend verslagen. Van Heemskerck sneuvelde evenwel door het tweede schot van het Spaanse vlaggenschip de San Augustino. Een kogel van het boegkanon schoot het linkerbeen van de in volle wapenrusting op het dek staande admiraal eraf. Volgens de overlevering riep hij nog op de strijd voort te zetten en zijn vlag niet te strijken, zodat het moreel niet zou worden aangetast. Het Rijksmuseum is in het bezit van het harnas waarin Van Heemskerck viel.

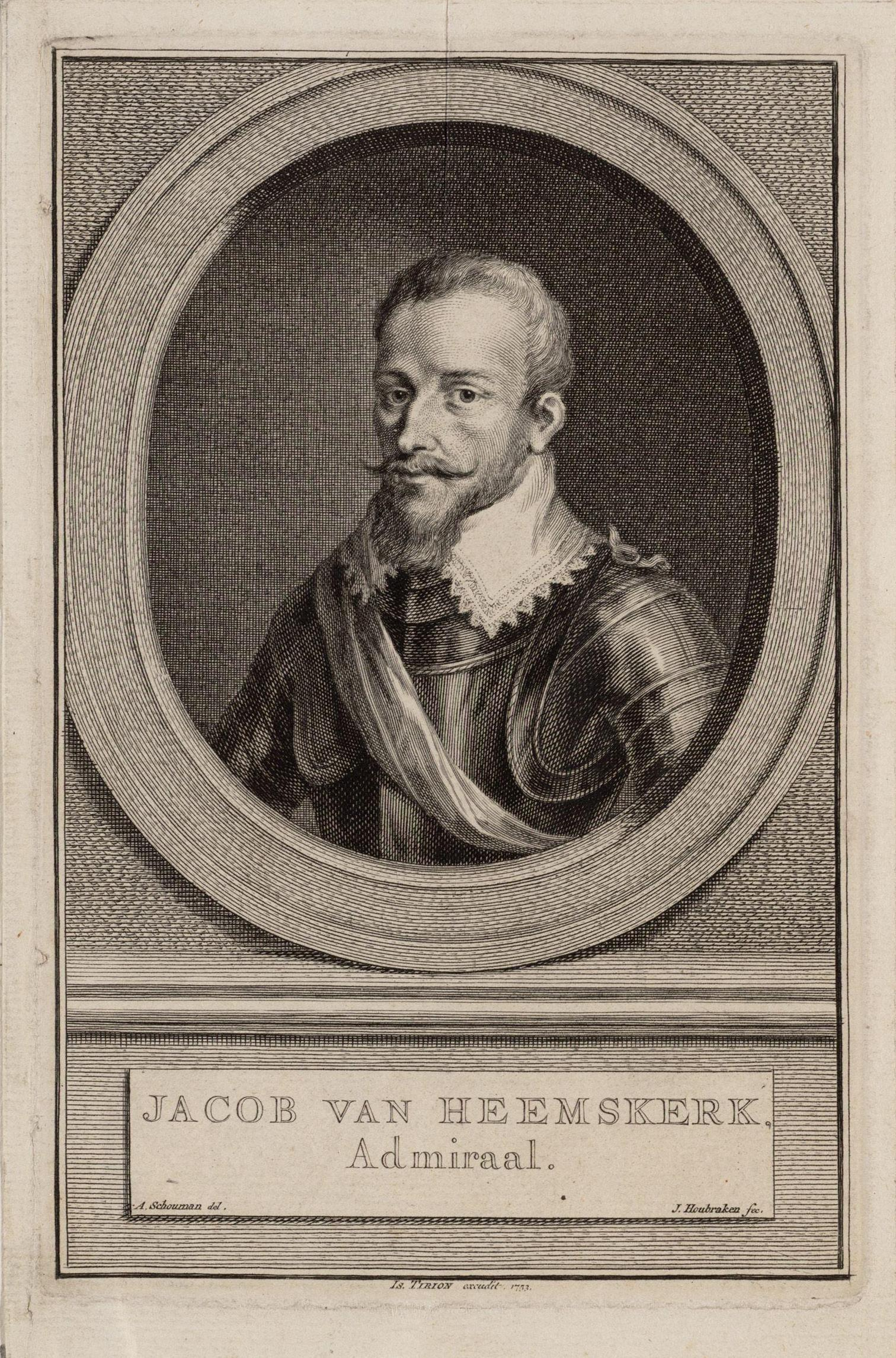
Jacob van Heemskerck

Hij werd op 8 juni begraven in de Oude Kerk van Amsterdam. Het grafschrift op het graf van Jacob van Heemskerck bevat de woorden van Pieter Cornelisz. Hooft:
Heemskerck, die dwers door 'tys en tyser dorste streven,
Liet d'eer aen 'tland, hier t'lyf, voor Gibraltar het leven
Zijn dood leidde, voor het eerst in de Nederlandse geschiedenis, tot een ware verering als zeeheld.